# Bella Hadid
Isabella Khair Hadid, més coneguda com a Bella Hadid (Los Angeles, 9 d'octubre de 1996) és una model. Hadid ha estat "Model de l'Any" 2016. És filla de la model retirada Yolanda Hadid i germana dels models Gigi Hadid i Anwar Hadid.